# Andronic Paléologue Cantacuzène
Andronic Paléologue Cantacuzène (mort le 4 juin 1453) fut le dernier grand domestique de l’Empire byzantin. Présent dans la cité à la chute de Constantinople en 1453, il fit partie du groupe de hauts officiers impériaux exécutés par le Sultan ottoman Mehmed II cinq jours après la prise de la ville.

## Biographie
Andronic faisait partie de ceux qui conseillèrent à l’empereur Constantin XI Paléologue d’épouser en troisièmes noces Anne, la fille de l’empereur David II de Trébizonde, à la place de Mara, la fille de Đurađ Branković, despote de Serbie. Son nom apparaît dans le traité entre Byzance et Venise conclu en avril 1448, à la place de Démétrius Paléologue Cantacuzène, indisposé à ce moment.
Il est probablement le Grand Domestique Cantacuzène que l’empereur Jean VIII Paléologue envoya à l’automne 1436 persuader les Serbes d’envoyer une délégation au Concile de Bâle-Ferrare-Florence-Rome concernant l’Union des Églises. L’historien Sylvestre Syropoulos décrit cet homme comme le « beau-frère du Despote de Serbie » ; Andronic Paléologue Cantacuzène était le frère d’Irène Cantacuzène, épouse de Đurađ Branković. L’église Serbe refusa de participer à ce concile, et si l’identification est correcte, ceci pourrait expliquer les raisons pour lesquelles Andronic s’opposa au mariage entre l’empereur Constantin et Mara Branković.

## Famille
Selon la généalogie de son épouse que Hugues Busac a compilée, il était le frère de Georges Paléologue Cantacuzène, Thomas Cantacuzène, Irène Cantacuzène et Hélène Cantacuzène ; ils étaient peut-être les enfants de Démétrios Cantacuzène. Il se maria et eut au moins un fils qui épousa la fille du megas doux Lucas Notaras. Doukas raconte comment le jeune Cantacuzène fut accompagné par son beau-père à leur exécution.

## Sources
1. ↑  Donald M. Nicol, The Byzantine Family of Cantacuzène (Cantacuzenus) ca. 1100-1460: a Genealogical and Prosopographical Study (Washington, DC: Dumbarton Oaks, 1968), pp. 179s
2. ↑  George Sphrantzes, 32.7, traduit in Marios Philippides, The Fall of the Byzantine Empire: A Chronicle by George Sphrantzes, 1401-1477 (Amherst: University of Massachusetts, 1980), p. 63
3. 1 2  Nicol, Byzantine Family, p. 180
4. ↑  Nicol, Byzantine Family, pp. 180f. Toutefois, Nicol a renoncé à cette identification du père d’Andronic ; voir "The Byzantine Family of Cantacuzène: Some Addenda and Corrigenda", Dumbarton Oaks Papers, 27 (1973), pp. 312f